# Pierre Sirvin
Pierre Sirvin, né le 15 décembre 1924 dans le 6e arrondissement de Paris et mort le 24 janvier 2007 dans le 16e arrondissement de Paris, est un architecte français.

## Biographie
Pierre Mathieu Ernest Sirvin naît en 1924 à Paris, fils de Paul Sirvin, architecte.
Élève à l’École régionale d’architecture de Clermont-Ferrand, il poursuit ses études à l'École des Beaux-arts de Paris à partir d'octobre 1944 et obtient son diplôme en 1951.
Il est connu pour avoir continué l'œuvre des architectes Joseph Bassompierre, Paul de Rutté et Paul Sirvin, en agrandissant la cité-jardin de la Butte-Rouge à Châtenay-Malabry.

## Réalisations
- Église Sainte-Marie-et-Saint-Marc de Châtenay-Malabry
- Maison Girard, au Plessis-Robinson, 1971[5]
- Ensemble de bureaux à Évry[6]
- Maison de la RATP[7]